# 松本だいすけ
松本 だいすけ（まつもと だいすけ、1982年1月2日 - ）は、KAIENTAI DOJOに所属していたプロレスラー、本名は未公開である。愛知県名古屋市出身。身長173cm、体重80kg。血液型B型。

## 経歴
プエルトリコ時代のKAIENTAI DOJOに入団し、2002年3月25日にKAIENTAI DOJO所属として対HERO!戦でデビューした。KAIENTAI DOJO第6の男として他の選手に先駆けて逆上陸し期待されていたが、なぜか旗揚げ戦には未出場であった。
七色のキーロックで暴れ回り、DJニラのネタ要員としても大活躍であったが木髙イサミのデビュー戦で秒殺負けするなどしてファンの同情を買った。
2003年以降は姿を見かけなくなりフェードアウト。退団・引退のリリースはないが、以降 表舞台には立っていない。

## 得意技
- キーロック

## 入場テーマ曲
- 「theme of cult-drive」（uedand）※「KAIENTAI DOJO vol.3」に収録

## 特記
- グランドでの旭志織との地味な攻防は今でもファンの語り草である。
- 松本大介と表記されていた事もあるが本名かどうかは定かでない。
- たまに私服で遊びに来てはDJニラに追い返されているらしい。

## テレビ出演
- THIS IS KAIENTAI DOJO（GAORA）